# اسکاتسویل (ایندیانا)
اسکاتسویل (به انگلیسی: Scottsville) یک منطقهٔ مسکونی در ایالات متحده آمریکا است که در شهرستان فلوید، ایندیانا واقع شده‌است. اسکاتسویل ۲۷۳٫۱ متر بالاتر از سطح دریا واقع شده‌است.